# Véronique Bergen
Pour les articles homonymes, voir Bergen.
Véronique Bergen, nom de plume de Véronique Vankeerberghen, née le 3 avril 1962 à Bruxelles (province de Brabant), est une écrivaine et philosophe belge.

## Biographie
Véronique Vankeerberghen naît le 3 avril 1962 à Bruxelles,,. Dans l'enseignement secondaire, elle est élève de l'École Decroly.
Elle est licenciée en philologie romane et en philosophie de l’Université libre de Bruxelles et docteur en philosophie de l'université Paris 8, membre de rédaction de la revue Lignes, travaille à l'interface de la philosophie, du roman et de la poésie.
Sa rencontre avec Pierre-Yves Soucy, fondateur de La Lettre volée, à Bruxelles, lui permet de publier ses premiers recueils de poésies chez lui : Brûler le père quand l’enfant dort, et Encres. Suivront, chez L’Ambedui et chez Le Cormier, toujours avec Pierre-Yves Soucy, d’autres écrits.
Ses travaux philosophiques portent notamment sur Deleuze, Badiou, Sartre. Elle est élue le 10 février 2018 à l'Académie Royale de Langue et de Littérature françaises de Belgique au siège de Philippe Jones.

### Critique littéraire
Depuis 2015, Véronique Bergen collabore régulièrement à La Nouvelle Quinzaine, qui poursuit La Quinzaine littéraire, créée par François Erval et Maurice Nadeau en 1966. Elle y signe des articles de critique littéraire et des portraits d'intellectuels ainsi que des entretiens.
Elle collabore à diverses revues, Art press, L'Art même, Flux News, Le Carnet et les Instants, Septentrion, Lignes, Diacritik et Edwarda.

## Œuvres

### Essais
- Jean Genet. Entre mythe et réalité, Bruxelles, De Boeck Université, coll. « Culture et communication », 1993, 429 p. (ISBN 978-2-8041-1715-3), — Prix Franz De Wever 1999[5]
- L'Ontologie de Gilles Deleuze, Paris, L'Harmattan, coll. « La Philosophie en commun », 1993, 793 p. (ISBN 978-2-7475-0398-3, lire en ligne)
- Résistances philosophiques, Paris, Presses universitaires de France, coll. « Travaux pratiques », 2009, 160 p. (ISBN 978-2-13-057448-4)
- Le Corps glorieux de la top-modèle, Nouvelles éditions Lignes, 2013  (ISBN 978-2-35526-122-0)[6]
- Comprendre Sartre, ill. de Mickey OC, Max Milo, coll. « Guide Graphique », 2015  (ISBN 9782315006403).
- Fétichismes, Éd. Kimé, coll. « Bifurcations », 2016  (ISBN 9782841747597).
- Djelem, djelem. Les Roms entre stigmatisation et résistance, Éd. Centre d'Action Laïque, coll. « Liberté, j'écris ton nom », 2016  (ISBN 9782875040268).
- Luchino Visconti. Les promesses du crépuscule, Éd. Les Impressions nouvelles, 2017.
- Hélène Cixous. La langue plus-que-vive, Éd. Honoré Champion, 2017.
- Patti Smith, Horses, Éd. Densité, 2018
- Abécédaire du Hard Rock Market, avec Anik De Prins, Éd. Lamiroy, 2019.
- Barbarella, une space oddity, Bruxelles, Les Impressions nouvelles, coll. « La fabrique des héros », 2020, 128 p. (ISBN 978-2-87449-737-7)
- Marie-Jo Lafontaine, « Tout ange est terrible », La Lettre volée, 2021.
- Portier de nuit. Liliana Cavani, Les Impressions nouvelles, 2021.
- Martha Argerich. L'art des passages, Samsa, 2021.
- Annemarie Schwarzenbach. La vie en mouvement[7], Double ligne, coll. « Figures de l’itinérance », 2021  (ISBN 978-2-9701433-2-1).
- Mylène Farmer. Ailleurs et ecchymoses, co-écrit avec Nausicaa Dewez, Éd. Murmure, 2022.
- Marolles. La Cour des chats, CFC Éditions, 2022.
- Marianne Faithfull. Broken English, Densité, 2023.
- Guido Crepax. L'axiome d'éros, La Lettre volée, 2023  (ISBN 9782873176167).
- Marguerite Yourcenar. Première académicienne française, ill. Hugues Hausman, Éd. Lamiroy, coll. « L'Article » no 42, 2024  (ISBN 978-2-87595-904-1).
- Karl Lagerfeld[8], Éd. EPA/Silhouette, coll. « Art De Vivre », 2024  (ISBN 9782376716730).
- Alexander McQueen[8], Éd. EPA/Silhouette, coll. « Art De Vivre », 2024  (ISBN 9782376716747).

### Romans
- Rhapsodies pour l'ange bleu, Avin, Belgique, Éditions Luce Wilquin, coll. « Sméraldine », 2003, 304 p. (ISBN 978-2-88253-214-5)
- Aquarelles, Avin, Belgique, Éditions Luce Wilquin, coll. « Sméraldine », 2005, 272 p. (ISBN 978-2-88253-274-9)
- Kaspar Hauser : Ou la phrase préférée du vent, Paris, Éditions Denoël, coll. « Roman français », 2008, 256 p. (ISBN 978-2-207-25745-6)prix Félix Denayer[9] de l'Académie royale de langue et de littérature françaises de Belgique, prix triennal de la Ville de Tournai
- Fleuve de cendres, Paris, Éditions Denoël, coll. « Roman français », 2008, 316 p. (ISBN 978-2-207-26072-2)
- Requiem pour le roi : Mémoires de Louis II de Bavière, Bruxelles, Belgique / Lormont, France, Éditions la Muette / Le Bord de l'eau, 2011, 235 p. (ISBN 978-2-35687-110-7)Prix Berheim du roman 2012[10]
- Aujourd'hui la révolution. Fragments d'Ulrike M., Villeurbanne, France, Éditions Golias, 2011, 130 p. (ISBN 978-2-35472-244-9)
- Voyage en Mylénie, Lormont/Bruxelles, France/Belgique, Le  Bord de l'eau, coll. « La Muette », 2012, 224 p.  (ISBN 978-2-35687-182-4).
- Edie. La danse d'Icare, Al Dante, 2013.
- Marilyn, naissance année zéro, Al Dante, 2014 — Prix Sad Festival les Voix mortes 2015.
- Le Cri de la poupée, Al Dante, 2015.
- Janis Joplin. Voix noire sur fond blanc, Al Dante, 2016.
- Émeutes en milieu urbain, coll. « Opuscule »[11], Bruxelles, Éditions Lamiroy, 2017, 44 p.  (ISBN 978-2-87595-095-6)
- Jamais, Éd. Tinbad, 2017.
- Premières fois, Éd. Edwarda, 2017.
- Tous doivent être sauvés ou aucun, OnLit, 2018
- Kaspar Hauser ou la phrase préférée du vent, version remaniée, Espace Nord, postface de Charline Lambert, 2019.
- Guérilla, OnLiT, 2019.
- Belgiques, Éd. Ker, 2020, nouvelles.
- Ulrike Meinhof, Éd. Samsa, 2020, nouvelle version remaniée d’Aujourd’hui la révolution.
- Icône H., Hélène de Troie, Onlit, 2021.
- Ecume, Onlit, 2023, nouvelle co-édition Les Équateurs/Onlit, 2023.
- Les Danses de Roberto Succo, Éd. Maelström, coll. « Bruxelles se conte », 2023.
- Clandestine, Lamiroy, 2024, 291 p.  (ISBN 978-2-87595-908-9).
- Moctezuma. Le dernier Soleil[12], Maelström, 2024  (ISBN 978-2-87505-506-4).

### Poésie
- Brûler le père quand l'enfant dort, Bruxelles, Belgique, Éditions La Lettre volée, 1994, 144 p. (ISBN 978-2-87317-005-9)
- Encres, Bruxelles, Belgique, avec des peintures d'Helena Belzer, La Lettre volée, 1994, 64 p. (ISBN 978-2-87317-025-7)
- L'Obsidienne rêve l'obscur, Bruxelles, Belgique, ill. de Christine Ravaux, Éditions de l'Ambedui, coll. « Poésie du Lendit », 1998, 130 p.
- Habiter l'enfui, Bruxelles, Belgique, ill. de Maria Desmée, Éditions de l'Ambedui, coll. « Poésie du Lendit », 2003, 115 p. (ISBN 978-2-930345-29-1)
- Voyelles, Bruxelles, Belgique, Éditions Le Cormier, 2005, 121 p. (ISBN 978-2-930231-53-2)
- Plis du verbe, Woluwe-Saint-Lambert, Belgique, MaelstrÖm Éditions, 2006, 44 p., Bookleg #26 (ISBN 978-2-930355-62-7)
- Alphabet sidéral. Dans les pas d'Anselm Kiefer, Bruxelles, Belgique, Éditions Le Cormier, 2008, 72 p. (ISBN 978-2-930231-58-7)
- Glissements vers l'ouvert, Woluwe-Saint-Lambert, Belgique, MaelstrÖm, 2009, 52 p., Bookleg #55 (ISBN 978-2-87505-014-4)
- Palimpsestes, Amay, Belgique, Les éditions l’Arbre à Paroles, coll. « Poésie Ouverte sur le Monde », 2010, 90 p. (ISBN 978-2-87406-471-5)
- Parole magmatiche/Paroles magmatiques, édition bilingue, français/italien, traduction par et préface de Giuliano Ladolfi, Borgomanero, Giuliano Ladolfi Editore, 2012.
- Griffures, suivi de La Nuit Obstinée, Maelström, 88 p., 2013.
- Tomber vers le haut, avec des peintures d'Helena Belzer, Éd. La Lettre volée, 2016.
- Gang blues ecchymoses, avec les photographies de Sadie von Paris, Éd. Al Dante, 2017.
- Variations sur l'animal central, avec Aurélien Barrau et Mathieu Brosseau, La Lettre volée, 2018.
- Alphabets des loups, Éd. Le Cormier, 2018  (ISBN 978-2875980120).
- Ludisme précédé de Gainsbourg et Bambou, Le Cormier, 2021.
- Avant, pendant et après, avec les peintures d'Helena Belzer, La Lettre volée, 2023.

### Littérature Jeunesse
- Gundi Falkensteiner (ill.), Un abécédaire spectaculaire, Poulailler Production, 2009, 58 p.

### Préfaces
- Deux préfaces à Une Chambre en ville, photos de Sam Guelimi, Éd. Edwarda, 2011.
- Avant-propos à La Malmorte : pièce en un acte et sept tableaux de Michèle Goslar ; frontispice de Guy-Rémy Vandenbulcke, Bruxelles, Éditions de l'Ambedui, 2001

### Texte théâtral
- Descends en moi, Créon, mise en scène d’un texte théâtral autour d’Antigone, 2012, Théâtre de Mons.
- Ce qu'on ne peut barrir, il faut le taire, Les Intrépides, 2019.

### Bande dessinée
- 29. L'Anarchie - Théories et pratiques libertaires, Le Lombard, coll. « La Petite Bédéthèque des Savoirs », Bruxelles, 25 octobre 2019
Scénario : Véronique Bergen - Dessin et couleurs : Winshluss -  (ISBN 978-2-8036-7578-4)

### Articles
- Jacques De Decker - L'immortel de l'Académie royale de Belgique, Lamiroy, coll. « L'article »,  (ISBN 978-2-87595-369-8), 40 pp., 2020.

## Prix et distinctions
- 1999 : prix Franz De Wever[1],[2] pour son essai Jean Genet entre mythe et réalité ;
- 2006 : prix Felix Denayer[1],[2] pour Kaspar Hauser ou la phrase préférée du vent ;
- 2007 : prix littéraire triennal de la Ville de Tournai[1],[2] pour Kaspar Hauser ou la phrase préférée du vent ;
- 2019 : prix Scam Belgique (Société civile des auteurs multimédia, Belgique), catégorie Littérature[13] ;
- 2021 : lauréate d’une bourse semi-sabbatique de la Fédération Wallonie-Bruxelles[1].